# Афон
Афо́н (греч. Άθως, в греческих источниках официально именуется Святая Гора, греч. Άγιο Όρος, «А́йо О́рос») — гора (высота 2033 м) и крупнейшее в мире средоточие православного монашества на полуострове Айон-Орос на северо-восточном побережье Греции, между заливами Айон-Орос (Сингитикос) и Иерисос (Акантиос) Эгейского моря.
В системе административных районов Греции имеет название «Автономное монашеское государство Святой Горы» (греч. Αυτόνομη Μοναστικὴ Πολιτεία Αγίου Όρους) и обладает статусом самоуправляемого сообщества 20 православных монастырей, находящихся в непосредственной церковной юрисдикции Константинопольского патриарха (с 1312 года).
Суверенитет Греции над полуостровом закреплён Лозаннским договором 1923 года; режим самоуправления исходно базируется на положениях первого Устава Святой горы Афон («Тра́госа»), утверждённого Хрисову́лом императора Иоанна Цимисхия в 972 году.
В отличие от большей части Константинопольского патриархата, на Афоне используется юлианский календарь, в том числе в административных документах.
Население Афона по переписи 2011 года составляло 1811 человек, плотность — 5,4 человек на квадратный километр. Для сравнения, в 1903 году население горы Афон составляло приблизительно 7432 человека, а в 1917 году — около 10 500 человек. В 1815 году, по словам одного тогдашнего паломника, число насельников достигло 40 тысяч, но через считанные годы, под угрозой турецкого меча, осталось не более одной тысячи. К 1846 году число насельников выросло до 10 тысяч.
Для православных всего мира — одно из главных святых мест, почитается как земной Удел Богородицы. Объект Всемирного наследия ЮНЕСКО.
Одним из самых известных обычаев монашеской горы Афон является запрет на въезд женщинам.

## Название
Полуостров в древности назывался Акта (др.-греч. Ἀκτή — «утёс»). Гора Афо́н называлась, по мнению древних, по имени мифического фракийского гиганта Афона. Согласно мифу, Афон бросил огромный камень в Посейдона, который упал в Эгейское море. По одной из версий этой легенды, могила Посейдона находилась на Афоне.
Согласно первому известному Уставу, утверждённому императором Иоанном Цимисхием, Афон именуется просто «Гора» (греч. Ὄρος — «Орос»).
Согласно древнему местному христианскому преданию, в 49 году корабль, на котором плыла Богородица вместе с апостолом Иоанном Богословом, попал в бурю и его прибило к берегу Афона в том месте, где ныне находится Иверский монастырь. Дева Мария так была поражена красотой этого места, что попросила у Бога это место себе в удел. На что получила ответ: «Ἔστω ὁ τόπος οὗτος κλήρος σὸς καὶ περιβόλιον σὸν καὶ παράδεισος, ἔτι δὲ καὶ λιμὴν σωτήριος τῶν θελόντων σωθῆναι» («Да будет место сие уделом твоим и садом твоим и раем и гаванью спасения желающих спастись»). В связи с этим Афон называют также «уделом» и «садом Богородицы» (греч. Τὸ Περιβόλιον τῆς Παναγίας).

## География и климат

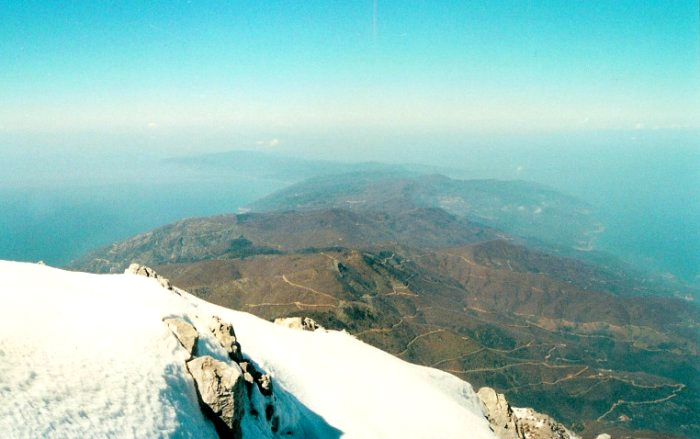
Вид на полуостров Айон-Орос с верхней точки горы Афон

Афонский полуостров является крайней восточной оконечностью полуострова Халкидики. Его протяжённость с северо-запада на юго-восток — около 60 км, ширина — от 7 до 19 км, площадь — 335,637 км².
Рельеф полуострова постепенно повышается к юго-востоку и переходит в скалистую горную цепь, заканчивающуюся мраморной пирамидой горы Афон (высота — 2033 м). В месте, где низменный перешеек переходит в холмистую равнину, носящую название Мега́ли-Ви́гла (греч. Μεγάλη  Βίγλα — дословно «Великая стража»), расположен город Уранополис (греч. Οὐρανόπολις); к востоку от него с 20-х годов XX века проходит административная граница Святой Горы (ранее она проходила северо-западнее, по «перешейку Ксеркса», узкой полосой земли шириной 2 км, по которому проходит сухое русло «Ксерксова канала»).
Залив между Афоном и лежащим к югу полуостровом Ситония именуется Айон-Орос (греч. κόλπος Αγίου Όρους) или Сингитико́с (греч. Σιγγιτικός), залив к северу от полуострова Афон — заливом Иерисос (Акантиос).
В море, в нескольких километрах к северо-востоку от Афона находится самая большая пропасть Эгейского моря, с резким перепадом глубины с 80 до 1070 метров.
Полуостров имеет более 20 мысов, крайние оконечности на юге — мыс Пинес (Нимфе́он, греч. Νυμφαίον, св. Георгия, Капо-Санто), на востоке — мыс Акратос (Тимиос-Продромос, св. Иоанна Предтечи, Смерна). В крутых скалистых берегах имеется всего несколько крупных бухт, главной из которых является Да́фни — порт Святой Горы, куда прибывают суда с материка и где находятся таможенный, почтовый и полицейский участки. Административный центр Святой Горы — Карье (Каре́я) находится в самом центре Афона и соединён с Дафни дорогой.
Грунтовые шоссейные дороги, проложенные в основном с середины 80-х годов XX века, ведут отсюда и в другие концы полуострова, автотранспорт используется преимущественно для перевозки грузов.
Климат — субтропический (средиземноморский), с мягкой дождливой зимой и жарким летом. За исключением южного пика и прилегающих к нему скал, почти весь Афон покрыт богатой растительностью: еловыми, каштановыми, дубовыми лесами, густым кустарником. На нижней части горных склонов много платанов, в верхней зоне — вересковых пустошей. Здесь выращивают цитрусовые, яблони, груши, черешню, грецкие орехи, насажены виноградники и плантации оливковых деревьев. Снег выпадает редко и держится недолго. Источниками питьевой воды служат стекающие с гор ручьи.

## История

### Древность и ранняя античность

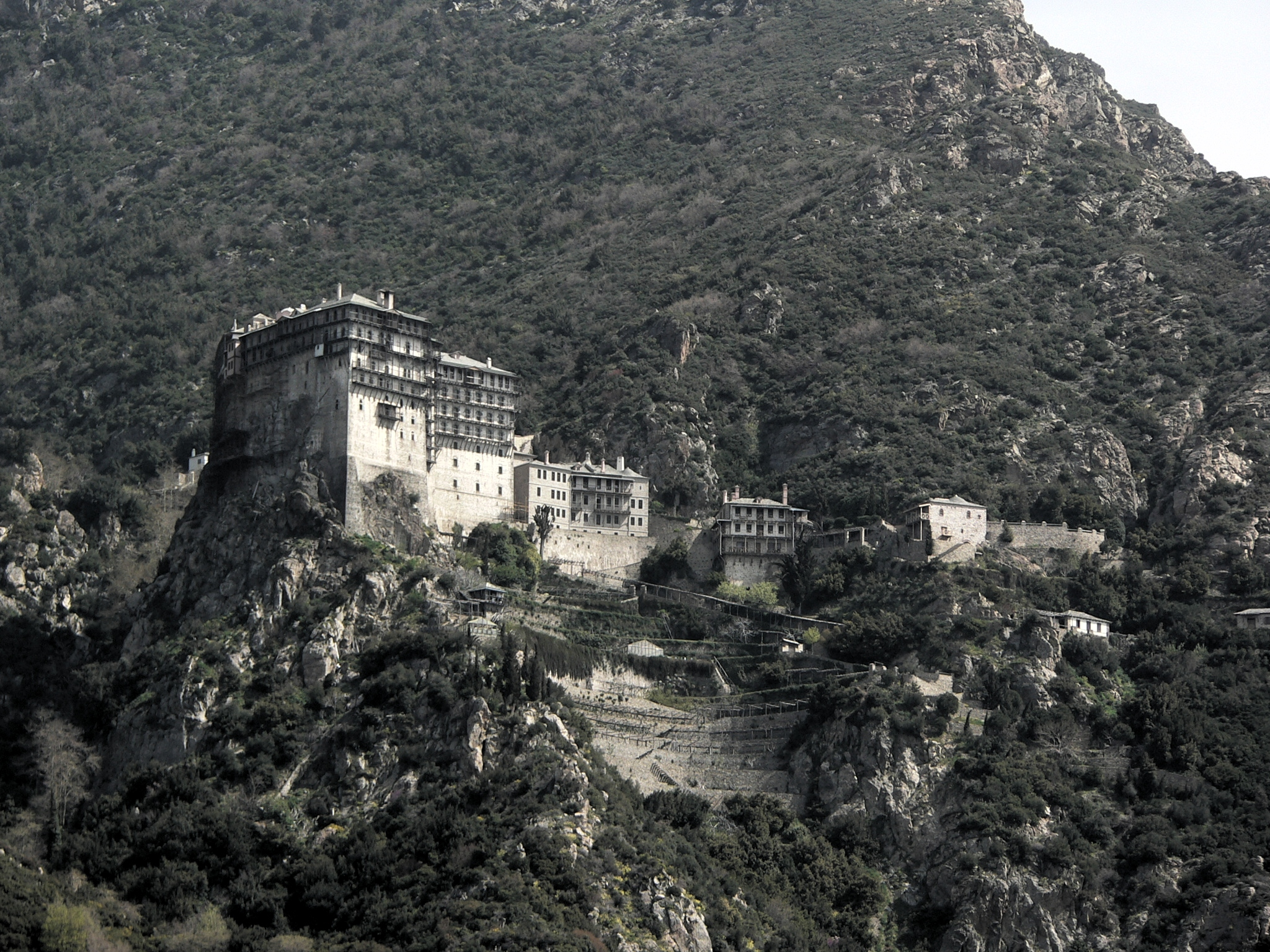
Монастырь Симонопетра на Афоне

История Афона, как и всего полуострова Халкидики, свидетельствует о том, что человек поселился там в глубокой древности. Красота афонской природы, мягкий климат полуострова Халкидики и удивительный рельеф его местности способствовали ведению здесь уединённой жизни. Первыми известными жителями полуострова были фракийцы. В V веке до н. э. к ним присоединились греки из Халкидики, благодаря которым произошла эллинизация местных жителей. Основным родом деятельности их являлось сельское хозяйство, животноводство и рыболовство.
В начале Греко-персидских войн, во время первого похода персов против греков (492 год до н. э.), у южной оконечности Афона попал в бурю и погиб флот персидского царя Дария I, которым командовал Мардоний.
Полуостров был на пути вторжения Ксеркса I, который три года строил канал Ксеркса через перешеек, чтобы иметь проход для его флота вторжения в 483 году до н. э.

### Александр Македонский и его преемники
В период македоно-персидских войн Александр Македонский, воодушевлённый своими военными успехами, вынашивал идеи создания разного рода монументов для увековечивания подвигов своей победоносной армии. Зная об этом и желая завоевать благосклонность царя, молодой архитектор по имени Дейнократ, предложил высечь из горы Афон огромную статую. По сообщению Витрувия, Дейнократ так описал свою идею Александру:
«…Я составил проект сделать из горы Афон изваяние в виде мужа, в левой руке которого бы находился укреплённый город, а в правой — чаша, вбирающая воду всех находящихся на горе потоков, чтобы из неё она вытекала в море…»
Александру Македонскому понравился необычный замысел Дейнократа, но от реализации такого проекта он всё же отказался. Дейнократ же остался при царе и впоследствии составил проект планировки Александрии Египетской.
После смерти Александра Македонского правитель Македонии Кассандр основал где-то поблизости от горы Афон город Уранополь, что значит «Небесный», в честь Урана — греческого божества, считавшегося покровителем неба. Сейчас название Уранополь носит небольшое поселение, находящееся у самой границы «монашеской республики».

### Становление монашеской общины Афона
Превращение Афона в исключительно монашеское обиталище произошло после Трулльского Собора (Константинополь, 691—692 гг.), постановившего в частности (Правила 18 и 42) в отношении скитающихся «пустынников»: «Аще восхотят, <…> то определяти их в монастырь, и причисляти к братиям. Аще же не пожелают сего, то совсем изгоняти их из градов, и жити им в пустынях, от коих и именование себе составили». Многие из таких скитальцев, которых было много по причине нашествия магометан особенно в Константинополе, устремились на Афон.

### Византийский период
Расцвет монашества на Афоне произошёл во время царствования Василия Македонянина, который письменно утвердил в 883 году Афон как место исключительного проживания монахов. В ходе Крестовых походов Афон политически подпал под власть католиков, однако монахи отвергли идею унии. В 1308 году Афон испытал погром со стороны каталонских наёмников. Однако XIV век — это век расцвета Афона, где распространяются идеи исихазма.

### Афон под владычеством Османской империи

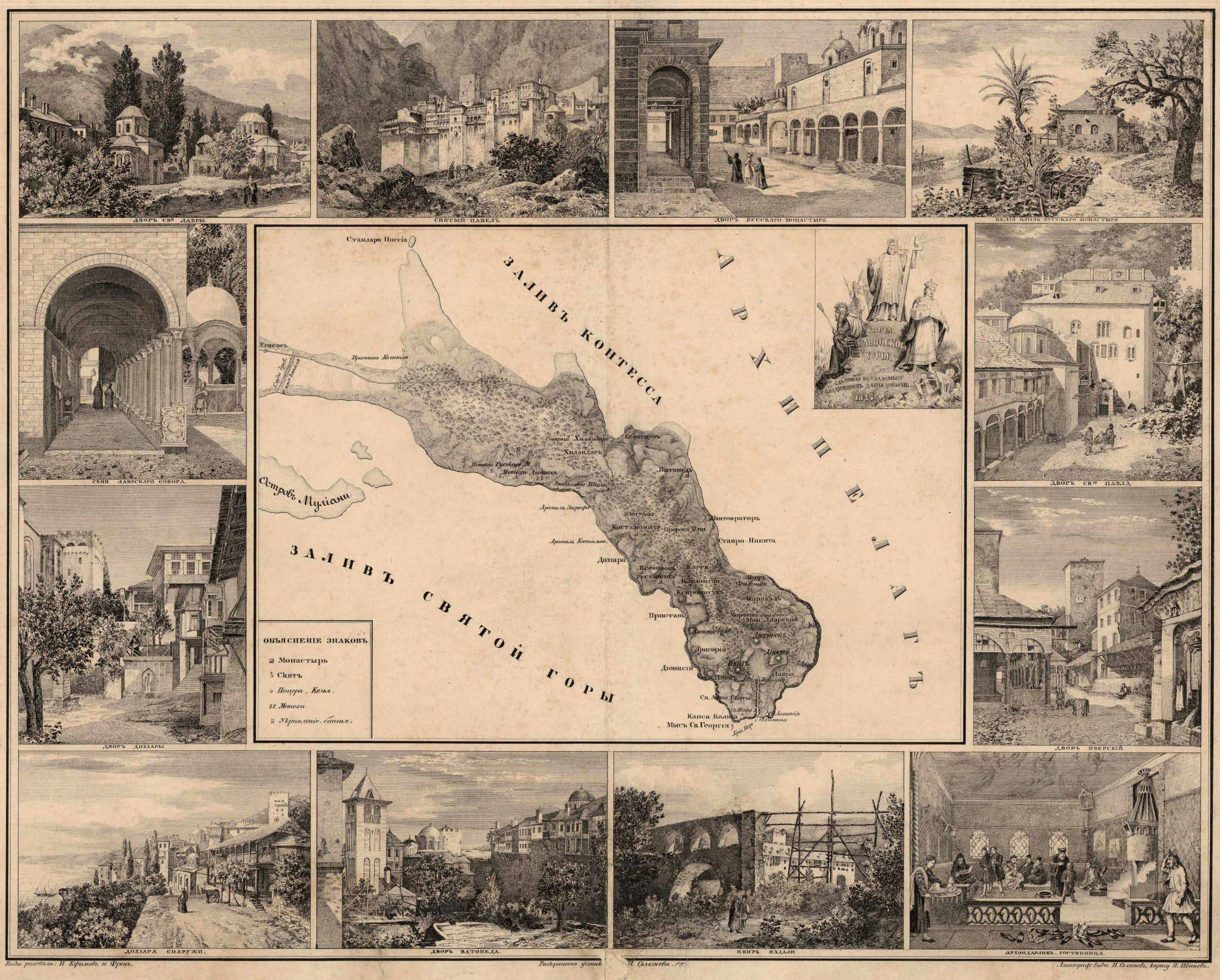
Карта Афонской горы c видами монастырей, 1835 г.

После захвата Салоник турками в 1430 году монахи Афона немедленно принесли заверения повиновения султану Мураду II; после падения Константинополя в 1453 году Афон продолжал долгое время пользоваться прежними правами и привилегиями, но в 1566 году султан Селим II своим указом отобрал у афонских монастырей все имения.
В XVII—XVIII веках Афон стал местом греческого просвещения, учёности и книгоиздательства: при Ватопеде в середине XVIII века была основана Афонская академия (Афониад), при Лавре была устроена типография. Зародилось движение коливадов.
После восстания 1821 года последовала османская военная оккупация Афона и репрессии; уцелевшие монахи рассеялись по островам архипелага. Адрианопольский мирный договор между Россией и Османской империей  в сентябре 1829 года обеспечил прекращение османской оккупации и возвращение монастырских имений.

### Афон в эпоху Балканских войн и Первой мировой войны

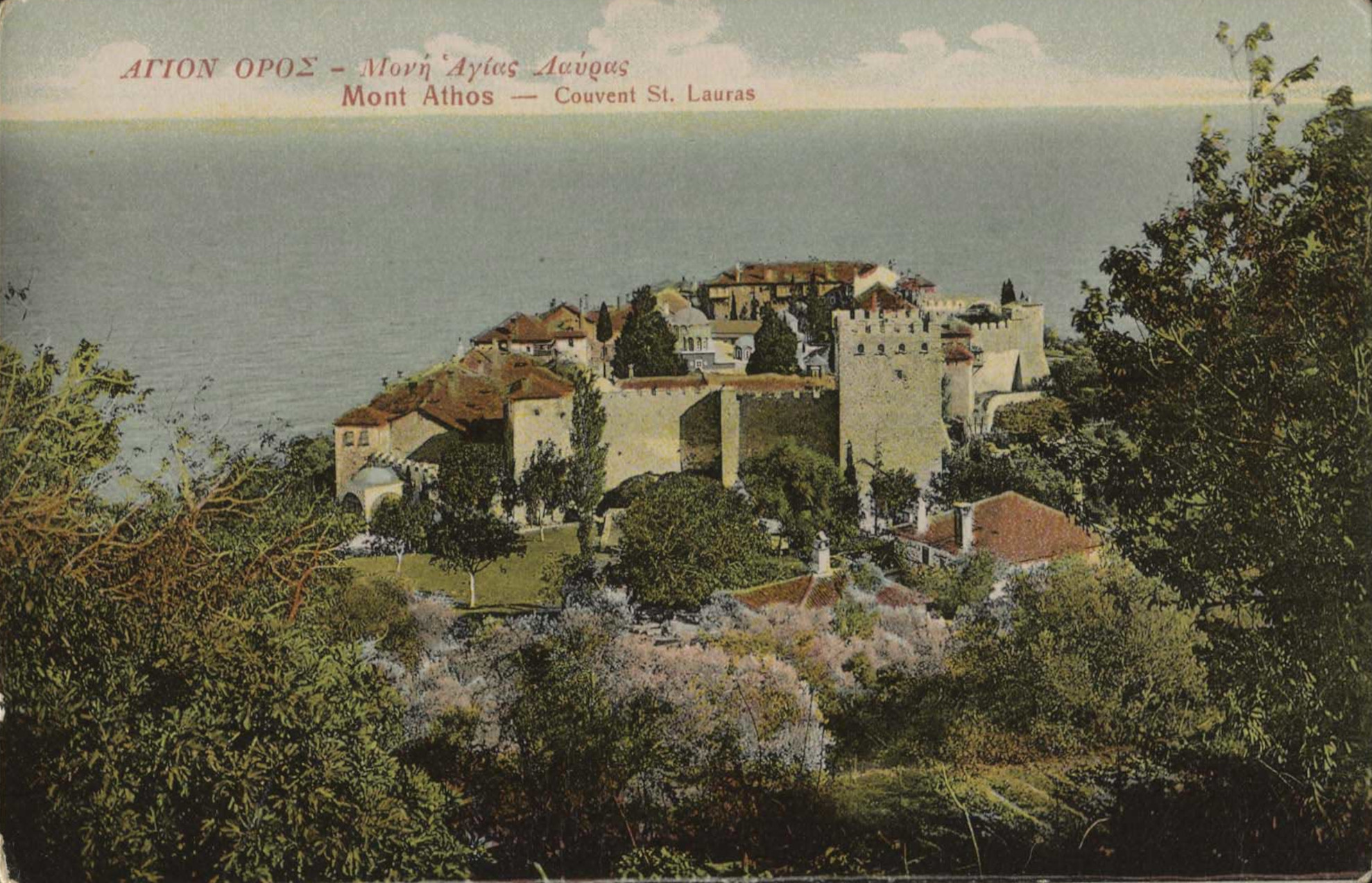
Монастырь Лавра Святого Афанасия (Великая Лавра), 1910-е гг.

2 (15) ноября 1912 года во время первой Балканской войны полуостров был с моря занят войсками Греческого Королевства. Российское правительство потребовало вывода греческих войск, которые и были выведены с территории Пантелеимонова монастыря; российские монахи в гражданском отношении продолжали подчиняться российскому посольству в Константинополе.
На Лондонской конференции в декабре 1912 — январе 1913 года Россия предложила придать Афону статус «автономной монашеской республики» под протекторатом шести православных держав: России, Греции, Румынии, Болгарии, Сербии, Черногории. Против такого проекта выступило греческое монашество Афона, требовавшее присоединения к Греческому Королевству. Вскоре декретом короля Греции над афонскими монастырями был установлен контроль греческих военных властей. Летом 1913 года греческие войска вновь заняли Пантелеимонов монастырь, однако по требованию российского правительства вскоре освободили его, а 17 августа в основном покинули Афон. Летом 1913 году в Афоне произошли волнения, связанные с деятельностью сторонников имяславия. 28 июля (10 августа) 1913 года на Лондонской конференции послов великих держав было решено, что «Гора Афон будет обладать независимой и нейтральной территорией». Однако российский проект интернационализации Афона встретил сильное противодействие со стороны Австро-Венгрии, поэтому России не удалось добиться его полного принятия, для чего требовалось единогласие. В результате была одобрена только первая часть проекта (о сохранении над Афоном духовной власти Константинопольского патриарха), а вопрос о совместном покровительстве над Афоном со стороны всех православных государств был отложен. Российские дипломаты считали, что обсуждение еще не окончено, а греческие дипломаты считали что получили молчаливое согласие великих держав на присоединение Афона к Греции. Проходившие в Константинополе российско-греческие переговоры по этому вопросу прервались в связи с началом 1 августа 1914 году Первой мировой войны.
В январе 1917 года на Афон высадился франко-русский отряд численностью в 150 человек. Целью прибытия отряда было обеспечение защиты союзного флота от нападения германских подводных лодок, помощь которым на Афоне оказывали некоторые греческие и болгарские монахи, снабжая их топливом и продовольствием. 29 июня 1917 года отряду было приказано оставить Афон, так как его солдаты понадобилась в Афинах для поддержки сторонника Антанты премьер-министра Греции Э. Венизелоса в его конфликте с выступавшим за союз с Германией королем Греции Константином I.

### Афон в составе Греции
Принятая в мае 1924 года Священным Кинотом «Уставная хартия Святой горы Афонской» («Новый канонизм»), законодательно признанная Грецией в 1926 году, не была подписана представителем Пантелеимонова монастыря, хотя в 1940 году Пантелеимонов монастырь согласился исполнять её предписания как действующего государственного законоположения.
На начало Второй мировой войны афонские монахи всех национальностей ответили тем, что 22 марта 1940 года, впервые за несколько столетий, устроили ночное моление о восстановлении мира, а после него провели крестный ход. В начале апреля 1941 года германские войска вторглись в Грецию и вскоре оккупировали Афон. После оккупации Священный Кинот Афона направил германскому руководству и лично Гитлеру письмо с просьбой сохранить монастыри от разрушения. Вскоре на Афон прибыла группа немецких офицеров. Поскольку русский иеромонах Софроний (Сахаров) хорошо знал немецкий язык, его попросили сопровождать их. Позднее в связи с этим его обвиняли в сотрудничестве с оккупантами. Германские власти гарантировали афонским монастырям сохранение прежней автономии, но оставили немецкого губернатора — эту должность весь период оккупации занимал ученый-византолог Франц Дёльгер. Немцы покинули Афон 29 мая 1944 года. В 1942 году Священный Кинот от имени 3200 афонских монахов выразил благодарность немецким властям за их религиозную политику и «освобождение России от безбожного большевизма».
Закон Греции 124/1969 (в 1969 году) отнимал у монастырей права самоуправления и давал полномочия губернатору, что вызвало сильные протесты как на Афоне, так и у руководства поместных Церквей.
В июне 1963 года торжественно праздновалось 1000-летие монашества на Афоне; в торжествах принимали участие предстоятели ряда поместных Церквей.
Древнейший из 20 монастырей, расположенных на полуострове, Великая Лавра, был основан в 963, а позднейший, Ставроникита, — в 1542 году.
На Афоне на протяжении его истории подвизались монахи (святогорцы) различного происхождения. Монастыри знали периоды расцвета (конец XIX века) и упадка (сокращение численности братии на протяжении большей части XX века). Минимальное число насельников Святой Горы было зафиксировано в 1971 году (1145 человек), после чего наблюдается неуклонный рост.
С последней четверти XX века, после демократизации Греции и включения Афона в список всемирного наследия ЮНЕСКО, наблюдается новый подъём как чисто туристического, так и религиозного интереса к Афону.
Среди наиболее известных святогорцев XX века можно назвать Силуана Афонского, Иосифа Исихаста и Паисия Святогорца.

## Конституционно-правовое положение и администрация

Герб Палеологов на флаге Вселенской Патриархии, используемом на Афоне

В 676 году император Константин Погонат передал весь полуостров в вечную собственность населяющим его монахам.
До XVII века управление Афона носило монархический характер и осуществлялось Про́том (греч. Πρώτος).
Действующая конституция Святой Горы — Уставная Хартия Святой Горы Афонской 1924 года (греч. Καταστατικός Χάρτης τοϋ Αγίου Όρους-Άθω), ратифицированная 10 сентября 1926 года и имеющая силу государственного закона Греции. Особый статус Святой Горы закреплён в статье 105 («'Αρθρο 105: Καθεστώς του Αγίου Όρους») действующей конституции Греции. Устав, согласно своей последней статье (ст. 188), «проистекает из императорских золотых булл и типиков, патриарших сигиллий, султанских фирманов, имеющих силу всеобщих постановлений и древнейших монашеских положений»(греч. Ἀπορρέει δὲ ἐκ τῶν αὐτοκρατορικῶν χρυσοβούλλων τε καὶ τυπικῶν, Πατριαρχικῶν Σιγιλλίων, Σουλτανικῶν Φιμανίων, ἰσχυόντων Γενικῶν κανονισμῶν καὶ ἀρχαιοτάτων Μοναχικῶν θεσμῶν καὶ Καθεστώτων.).

Согласно Уставу, высший законодательный и судебный орган монастырского управления Святой Горы — Чрезвычайное двадцатичленное собрание, составляемое настоятелями всех 20 монастырей; собирается дважды в год: спустя 15 дней по Пасхе и 20 августа (ст. 43 Устава) в административном центре — Каре́е (греч. Καρυές). Исполнительная власть на Святой Горе осуществляется Священным Собором (Кино́том), состоящим из 20 членов (антипро́сопов), каждый из которых представляет свой монастырь. 

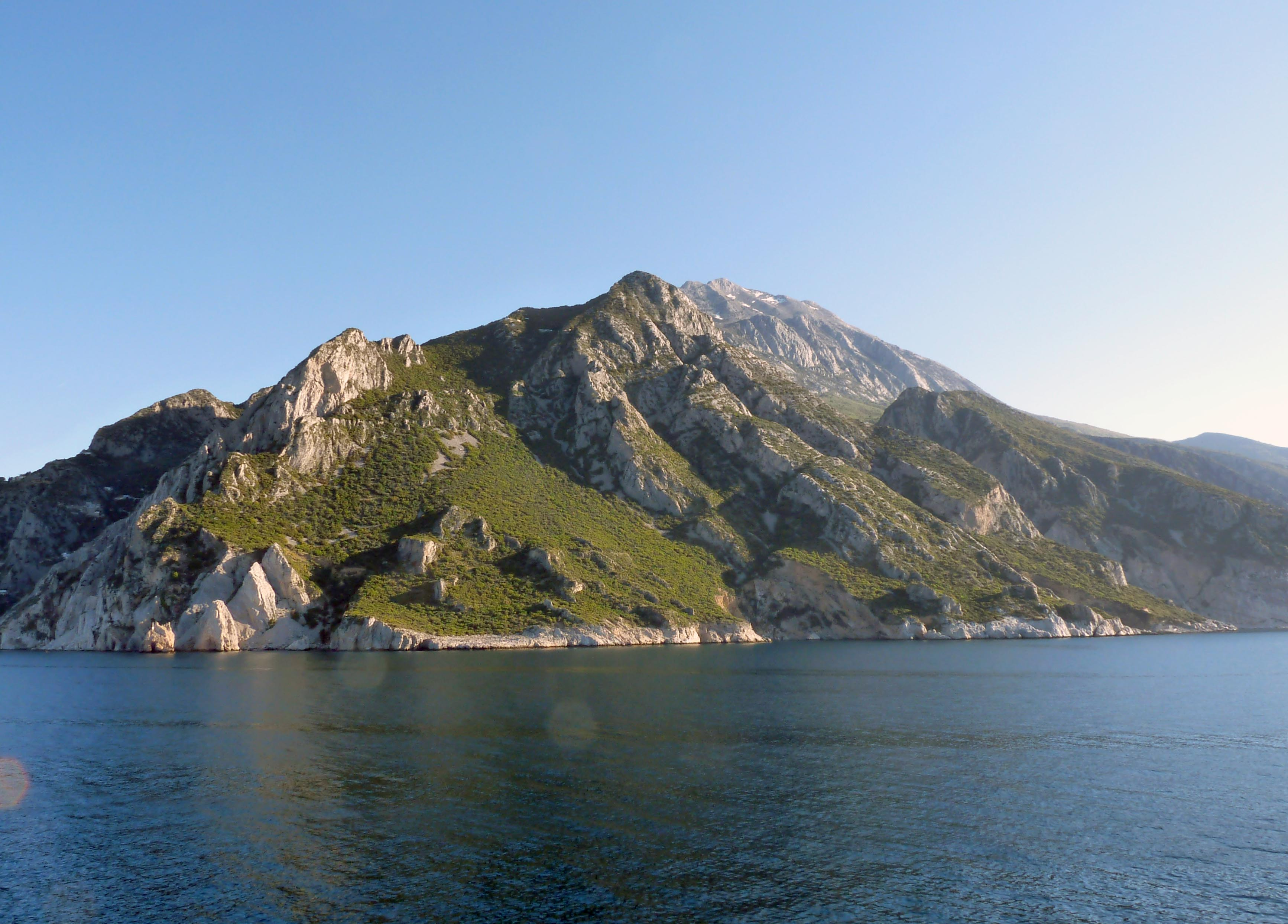
Вид на гору Афон с моря.

Орган исполнительной власти монашеского самоуправления — Священная Эпистасия (греч. ῾Ιερὰ ̓Επιστασία), состоящая из четырёх «наблюдателей» (греч. επιστάτης), состав которой меняется каждый год первого июня. Каждый монастырь бывает представлен в Эпистасии в один из 5 лет наряду с тремя другими в его группе монастырей. Старший член Эпистасии (монах, представляющий старший в группе монастырь) именуется протоэписта́тис или назир.
Хотя в Греции есть епископ с титулом «Иериссоса, Святой Горы и Ардамериона» (греч. Ιερισσού, Αγίου Όρους και Αρδαμερίου; с 1981 года — митрополит Никодим (Анагна́сту)), титул имеет чисто исторический характер и никакой церковно-канонической власти на Святой Горе данный епископ не имеет. Статья 5 Устава гласит: «Не разрешается поминовение никого другого, кроме имени Вселенского Патриарха». Хотя в Пантелеимоновом монастыре при Патриархе Пимене практиковалось возношение имени последнего на богослужении, подобное было прямо запрещено в конце 1980-х.
Греческое государство на Афоне представляет губернатор, находящийся в подчинении Министерства иностранных дел Греции. При нём есть небольшой штат административных сотрудников и полицейских. Его основная обязанность — наблюдать за соблюдением гражданского законодательства.
В Карее находится древнейший, по преданию основанный в 335 году Константином Великим, храм Успения Пресвятой Богородицы, неоднократно сильно страдавший от разрушений. В нём сохранились фрески XIV века. Святыня храма — чудотворная икона Божией Матери «Достойно есть».
Имеется одна таможня в Дафни. Ранее были таможни в Ватопеде, Ивероне и Зографе. При присоединении Греции к Шенгенскому соглашению была внесена статья о об особом статусе горы Афон. Рыбная ловля для содержания монахов не облагается налогами.

### Посещение Афона. Положение женщин
Статья 186-я Устава гласит: «В соответствии с древним обычаем запрещается для любого женского существа ступать на полуостров Святой Горы». За проникновение на территорию Афона для женщин предусмотрена уголовная ответственность — 8—12 месяцев лишения свободы. На Афоне запрещены также домашние животные женского пола. Исключение сделано только для кур, несущих яйца, которые используют в иконописи, и кошек, которых используют для ловли грызунов.
На Афон допускаются только мужчины любого вероисповедания и национальности, которым для посещения необходимо получить специальное разрешение — диамонити́рион. Издаётся 10 разрешений в день для неправославных посетителей (иностранцев) и сто для граждан Греции и православных. Православные клирики (священнослужители), кроме того, должны получать предварительное разрешение от Вселенской патриархии.
В  2011 году сообщалось, что ежегодно Святую Гору посещало более 120 тысяч паломников; в 2019 году — более 250 тысяч.

## Монастыри и иные монашеские поселения

Карта Афона

### Монастыри
Каждый из 20 монастырей (греч. μονή) имеет статус патриаршей ставропигии. Со статусом монастыря на Афоне сопряжены исключительные имущественно-правовые привилегии. Создание новых монастырей запрещено.
«Правящие» монастыри в порядке официальной святогорской иерархии:
1. Великая Лавра (греч. Μεγίστη Λαύρα), греческий
2. Ватопед (греч. Βατοπέδι или Βατοπαίδι), греческий
3. Иверский (греч. Ιβήρων; груз. ივერთა მონასტერი), с 980 года грузинский, с 1830 года греческий
4. Хиландар (греч. Χιλανδαρίου), сербский
5. Дионисиат (Неа Петра) (греч. Διονυσίου), греческий
6. Кутлумуш (греч. Κουτλουμούσιου), греческий
7. Пантократор (греч. Παντοκράτορος), греческий
8. Ксиропотам (греч. Ξηροποτάμου), греческий
9. Зограф (греч. Ζωγράφου), болгарский
10. Дохиар (греч. Δοχειαρίου), греческий
11. Каракал (греч. Καρακάλλου), греческий
12. Филофей (греч. Φιλοθέου), греческий
13. Симонопетра (греч. Σίμωνος Πέτρα, Σιμωνόπετρα), греческий
14. Святого Павла (греч. Αγίου Παύλου), греческий
15. Ставроникита (греч. Σταυρονικήτα), греческий
16. Ксенофонт (греч. Ξενοφώντος), греческий
17. Григориат (греч. Γρηγορίου), греческий
18. Эсфигмен (греч. Εσφιγμένου), греческий
19. Свято-Пантелеимонов (греч. Αγίου Παντελεήμονος или Ρώσικο), русский
20. Констамонит (греч. Κωνσταμονίτου), греческий

### Скиты

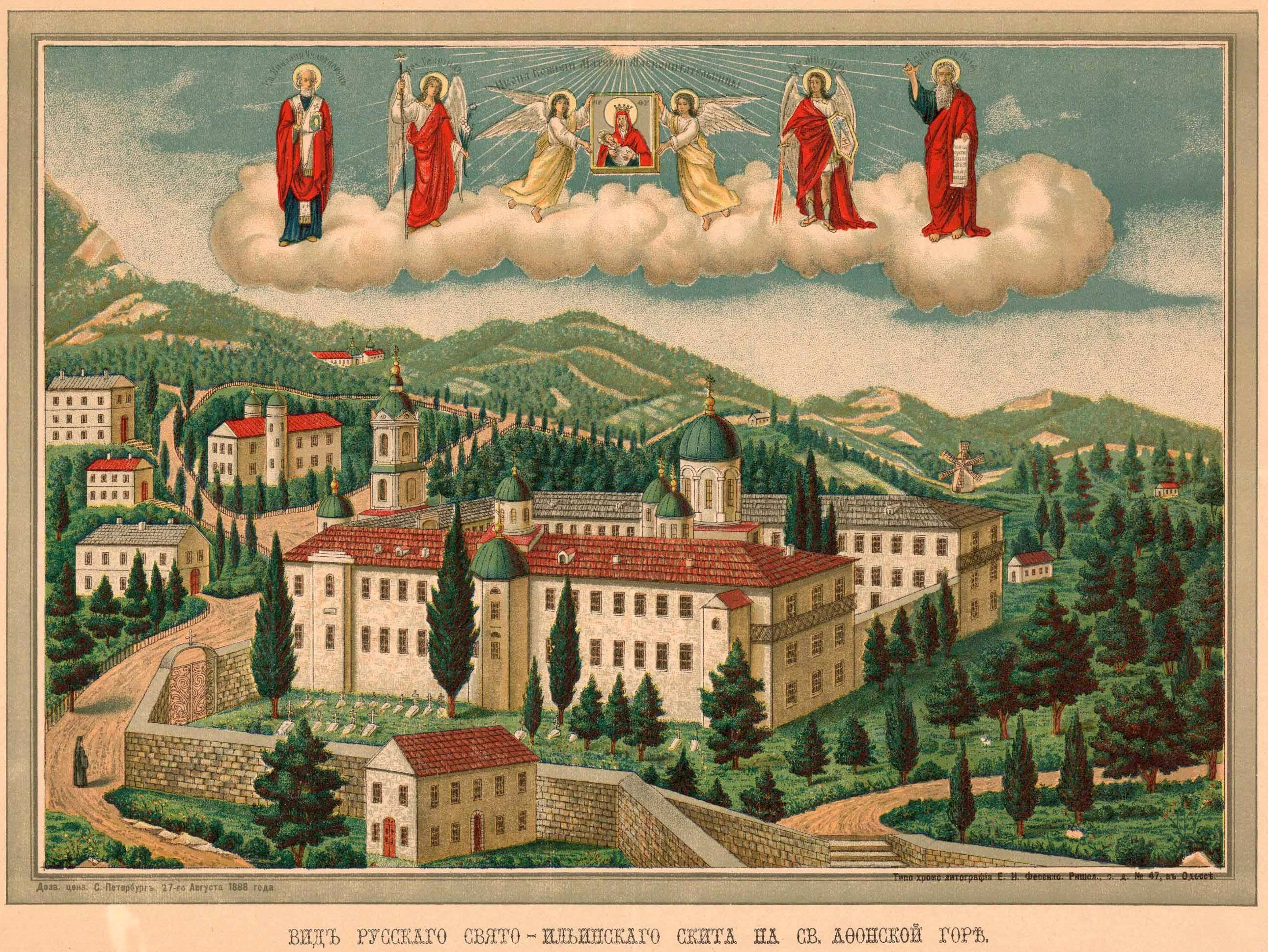
Афон. Вид русского Свято-Ильинского скита, рисунок 1888 г.

Помимо монастырей, по всей Святой Горе разбросаны множество скитов (зачастую крупные поселения, ничем, кроме формального статуса, от монастырей не отличающиеся). Скиты не являются самостоятельными, а каждый из них приписан к какому-либо монастырю, указанному выше.
| Название скита                                                                   | Монастырь, к которому приписан |
| -------------------------------------------------------------------------------- | ------------------------------ |
| Скит Святой Анны (греч. Σκήτη της Αγίας Άννης)                                   | Великая Лавра                  |
| Скит Кавсокаливия (греч. Αγίας Τριάδος ή Καυσοκαλυβίων)                          | Великая Лавра                  |
| Продром (греч. Τιμίου Προδρόμου)                                                 | Великая Лавра                  |
| Скит Малая Анна ( Σκήτη μικρή Αγία Άννα)                                         | Великая Лавра                  |
| Скит Василия Великого (греч. Ησυχαστήριο Άγιος Βασίλειος)                        | Великая Лавра                  |
| Андреевский скит (греч. Αγίου Ανδρέα)                                            | Ватопед                        |
| Скит Святого Димитрия (Ватопедский) (греч. Σκήτη Αγίου Δημητρίου Βατοπεδίου)     | Ватопед                        |
| Скит Иоанна Предтечи (Иверский скит) (греч. Σκήτη Τιμίου Προδρόμου Ιβήρων)       | Иверский                       |
| Скит Святого Пантелеимона (греч. Αγίου Παντελεήμονος)                            | Кутлумуш                       |
| Ильинский скит (греч. Σκήτη Προφήτη Ηλία)                                        | Пантократор                    |
| Новый скит (греч. Θεοτόκου ή Νέα Σκήτη)                                          | Святого Павла                  |
| Скит Святого Дмитрия (Лаккоскит) (греч. Αγίου Δημητρίου του Λάκκου ή Λακκοσκήτη) | Святого Павла                  |
| Благовещенский скит (греч. Σκήτη Ευαγγελισμού της Θεοτόκου)                      | Ксенофонт                      |
| Скит Успения Богородицы (Панагия Ксилургу) (греч. Σκήτη Βογορόδιτσας)            | Свято-Пантелеимонов            |
| Новая Фиваида (греч. Νέα Θηβαΐδα)                                                | Свято-Пантелеимонов            |
| Старый Русик (греч. Ρωσικό)                                                      | Свято-Пантелеимонов            |
| Кромница (Крумица) (греч. Μετόχι Χουρμίτσας)                                     | Свято-Пантелеимонов            |

### Иные монашеские поселения
Другими монашескими поселениями являются: келлии (в русской литературе обычно именовались «келлейные обители» — обширные монашеские поселения с возделываемым участком земли), каливы (из которых, как правило, состоят скиты), кафисмы (одиночные поселения, обычно близ материнского монастыря), исихастерии (в них подвизаются те, кто стремятся к полному уединению, иногда в пещере). Последних много на юге полуострова и в местности Кару́лья.
Принципиальное отличие от монастыря всех прочих поселений — отсутствие у них прав на участие в органах самоуправления и на земельную собственность, что ставит их в прямую зависимость от того или иного монастыря, которому принадлежит их земля.

### Уклад монастырской жизни
До начала 1990-х годов монастыри на Афоне были как общежительными (или киновиальными, в которых монахи живут на общем монастырском довольствии), так и особножительными (идиоритмическими; в России в синодальный период такого рода монастыри часто называли «штатными» или «своекоштными»). После перехода в 1992 году Пантократора на общежитие все монастыри стали общежительными. Однако некоторые скиты по-прежнему остаются особножительными.
В марте 2014 года стало известно, что патриарх Константинопольский Варфоломей I направил в Кинот письмо, в котором извещал, что отныне предполагается ограничить общее количество монахов негреческого происхождения на Афоне уровнем в 10 %, а также о решении прекратить выдачу разрешения на поселение монахов, «не говорящих по-гречески», в «грекоязычных» монастырях Афона.

## Экономика
Над территорией Афона запрещены полеты самолётов, однако разрешены в отдельных случаях полеты вертолетов. В Карее и возле Великой Лавры имеются вертодромы.
Имеется единственная асфальтированная дорога Дафни-Карея-Иверон , по которой могут ходить автобусы. Нет асфальтированных дорог, соединяющих Афон с остальной частью Греции.
Имеется множество пристаней для катеров.
На территории Пантелеймонова монастыря обнаружено железнодорожное полотно дековильского типа (переносные рельсы), дата постройки которого неизвестна и вагоны шахтного типа.
В подчинении у губернатора Афона имеется 500 рабочих и служащих.
В монастырях и других местах имеются электростанции.

## Россия и Афон

### XI—XVIII века

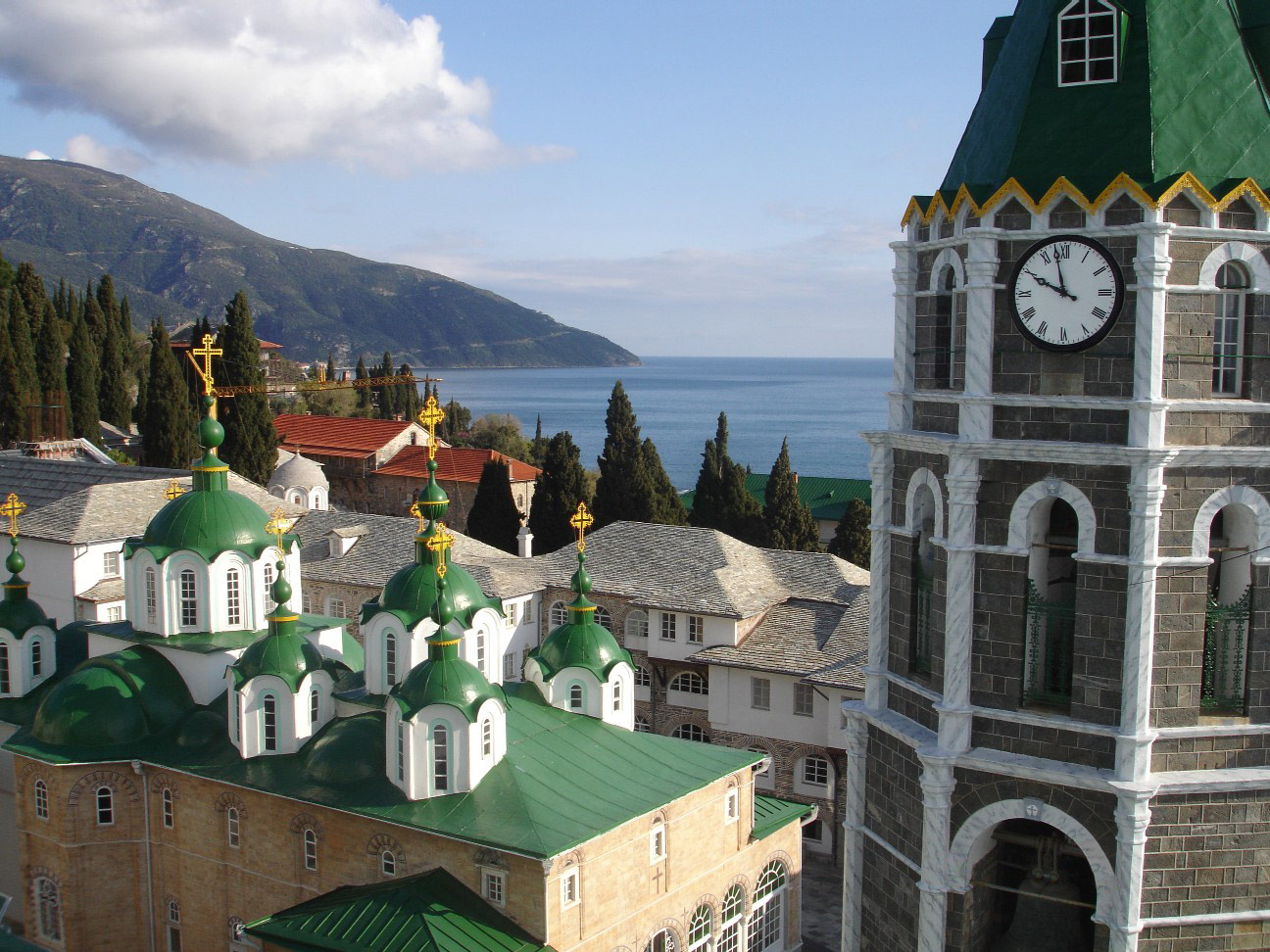
Колокольня и главный храм Пантелеимонова монастыря

Присутствие русских иноков на Афоне достоверно относят к началу XI века, ко времени царствования императора Алексея Комнина, — в обители Ксилургу.
Согласно 2-й Кассиановской редакции Киево-Печерского патерика, преподобный Антоний Печерский отправился на Афон ещё в княжение святого Владимира, то есть до 1015 года, и принял постриг в монастыре Эсфигмен.
15 августа 1169 года русским была передана «обитель Фессалоникийца» («Руссик»). С конца XV века московские великие князья и цари начали оказывать щедрую помощь русской обители и иным на Афоне, который попал под московское покровительство. В 1591 году братия обители (братія Руссика) получила жалованную грамоту от 5 сентября 1591 года, данную царём Фёдором Иоанновичем.
В XVII веке Руссик занимал 5-е место в афонском диптихе.

Существуют документальные свидетельства, что Руссик стоял в запустении в конце XVI века и в 1693 году. По рассказам, слышанным русским путешественником Василием Григоровичем-Барским в 1744 году, подобное запустение могло быть следствием следующего инцидента:
«Повѣсть тамо ужасную слышахъ, от Сербовъ и Болгаровъ, и многолѣтнѣ живущыхъ Россовъ преданную, о чесомъ Греки слышати не хощутъ, глаголющи быти ложь. Иногда, древле, уже въ царствованіе Турецкое, Россійскымъ инокомъ въ монастири семъ владѣющимъ и инымъ тогожде язика, Греческимъ же подъ началомъ у ныхъ съжительствующымъ, обличиша Россы Грековъ за нѣкое творимое беззаконіе (о чесомъ не лѣтъ есть писати), оны же, больше числом сущи и не терпѣвши срамоти и обличенія, сице наущеніем дѣмонскимъ возяришася на нихъ, и сицеву брань велію сотворивши междоусобную, яко нечаянно на нихъ нападши, всѣхъ заклаша до едина, аще и отъ ныхъ многы заклашася. Прочіи же, иже осташа, боящися внѣшней казны, убѣгоша <…> и оставиша монастирь празденъ, иже стояше пустъ чрезъ множество лѣтъ.»
 Далее Барский указывал, что в 1735 году «взяша его в власть свою Греки».
В XVIII веке произошёл резкий упадок как всего монашества на Афоне, так и русского в частности; к концу века Руссик, обременённый значительными долгами, практически прекратил существование.

### ΧΙΧ век
В начале XIX века Руссик заново отстроили на новом месте, на берегу моря; после греческого восстания 1821 года вновь пришёл в упадок.
В 1840-е годы начал заселяться паломниками из России Ильинский скит (на восточном берегу), основанный в 1757 году Паисием Величковским и до 1841 года пребывавший в полном упадке. Купцы Василий Толмачёв (в монашестве — Виссарион) и Василий Вавилов (Варсонофий) приобрели у Ватопедского монастыря келлию преподобного Антония Великого, которая в 1849 году сделалась русским Андреевским скитом с 300 исключительно русских иноков. Скит был назван в честь небесного покровителя Андрея Н. Муравьёва, немало содействовавшего устроению скита.

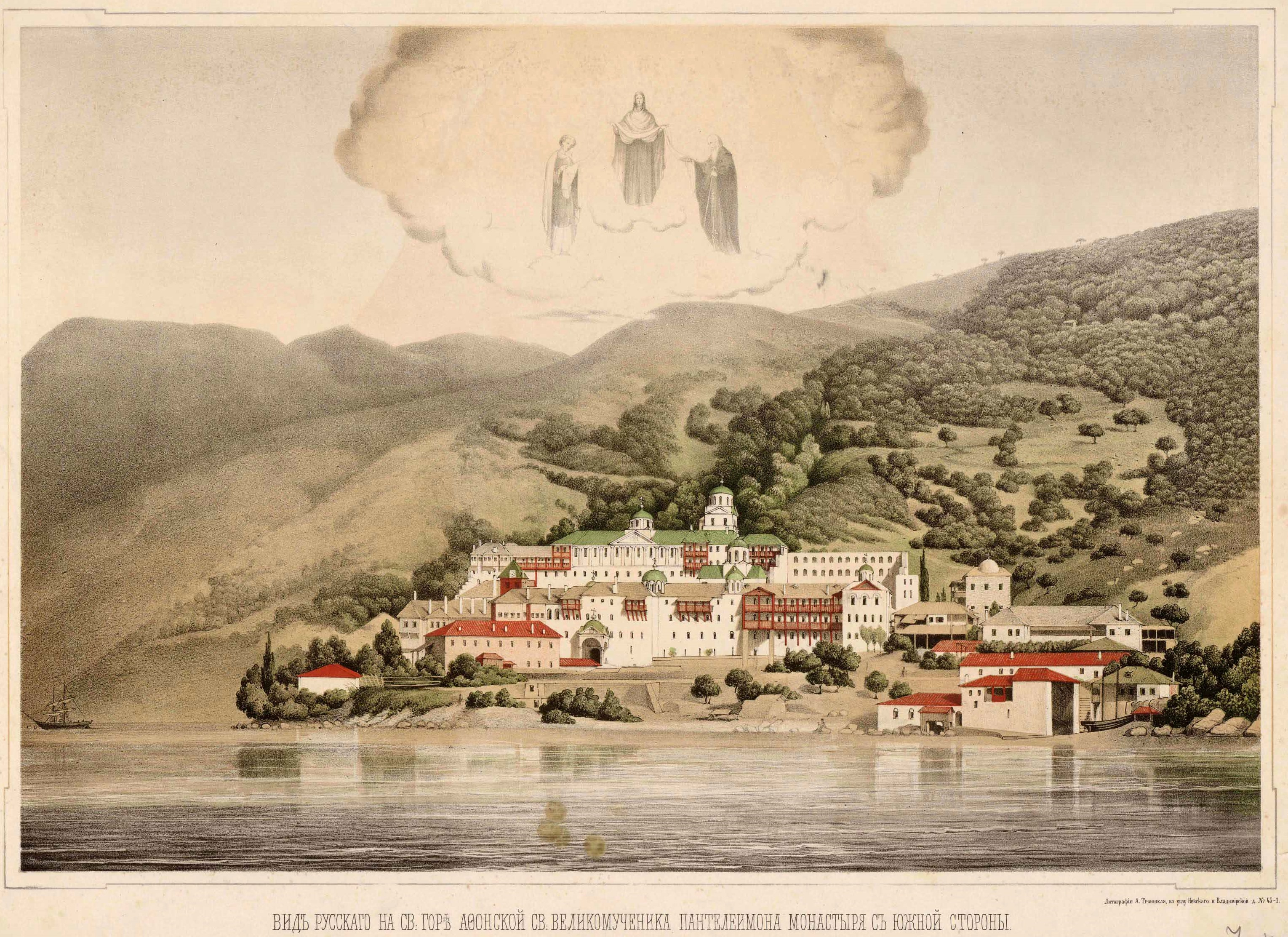
Афон. Вид русского Св.Пантелеймона монастыря. Рисунок 1870-1880 гг.

С половины XIX века, с развитием пароходного сообщения, начался массовый приток русского монашества на Афон, что было в значительной степени вызвано тем, что многие из российских паломников оставались на Афоне, чему Оттоманское правительство не чинило препятствий. Причём, с точки зрения российского правительства, такие насельники оставались подданными России, что обосновывалось ссылкой на 62-ю статью Берлинского трактата (1878): «право официального покровительства признаётся за дипломатическими и консульскими агентами держав в Турции» по отношению к «духовным лицам, паломникам и инокам всех наций». В 1875 году, с назначением игуменом монастыря архимандрита Макария (Сушкина), под контроль русских перешёл Пантелеимонов монастырь; однако, надежды русских монахов и правительства добиться статуса монастыря для Андреевского и Ильинского скитов не увенчались успехом; малоуспешной была и многолетняя тяжба российских грузин за права на Иверон.
А. Г. Стадницкий (впоследствии — митрополит Арсений) посетил Афон в 1885 году, будучи ещё студентом Киевской духовной академии. Впечатления о своих поездках он изложил в «Дневнике студента — паломника на Афон», который был удостоен Макарьевской премии.
Неодобрительно смотрел на массовое увлечение в России Афоном митрополит Московский Филарет (Дроздов): «О поддержании афонских монастырей забота едва ли нужна, и не обещает пользы. Сии монастыри много выносят из России денег посредством своих сборщиков. <…> И то, что русские идут на Афон иногда не по правильным побуждениям (как, например, потому, что там скорее можно получить монашество и священство) и влекут туда русские капиталы на покупку келлий и скитов и на своё содержание, не заслуживает поощрения.»
14 мая 1896 года группа русских старцев-келлиотов основала «Братство русских обителей (келлий)», о чём они уведомили русского посла в Константинополе Нелидова. Объединение русских келлиотов для защиты своих интересов диктовалось, среди прочего, крайне негативной репутацией, которую они стяжали себе в России к концу XIX века (церковные и полицейские власти в России неоднократно возбуждали следствие по незаконному сбору средств афонцами и их поверенными); византист и знаток православного Востока Алексей Дмитриевский в начале XX века о злоупотребленях русских келлиотов говорил, в частности: «Среди афонских келлиотов известны имена настоящих хищников благосостояния русского народа и наглых эксплуататоров его глубокого религиозного чувства и исконного уважения к Афону. Такого рода келлиоты, хотя иногда и проживают на Афоне, но в одиночной келлии, обставляя себя всеми удобствами жизни и не выполняя ни одного из желаний своих „боголюбцев“, которых они засыпают письмами. Собираемые ими большие суммы денег отдаются нуждающимся монастырям за большие проценты, и лишь предметы церковной утвари уступаются монастырям, на землях которых они имеют келлии, чтобы последние благоволили им.»

### XX век

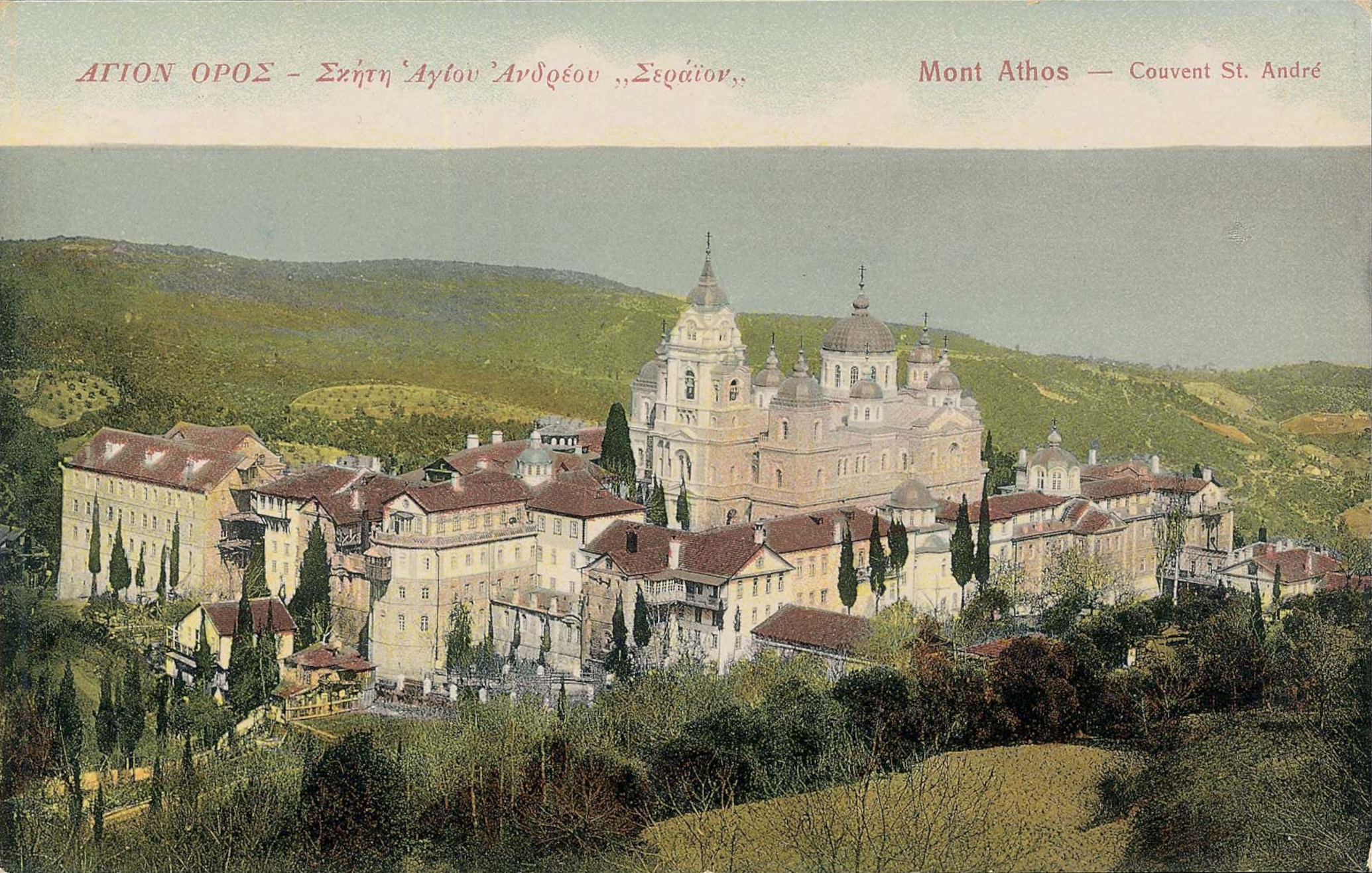
Афон. Андреевский скит (основан русскими в 1849 г.), открытка 1910-х гг.

Андреевский скит, а также иные русские поселения, в начале 1910-х годов был очагом имяславия, учения которое было признано еретическим Вселенским патриархатом в 1912 году. В 1913 году споры вокруг учения приняли характер насильственных действий и бунта насельников Андреевского скита против настоятеля игумена Иеронима. В конечном итоге, русское правительство в июне 1913 года направило на Афон войска, с помощью которых была осуществлена принудительная эвакуация в Одессу около тысячи насельников Пантелеимонова монастыря и Андреевского скита
С переходом Афона в гражданскую юрисдикцию Греческого королевства в ноябре 1912 года бесконтрольному потоку русских на Афон был положен конец, что было не в последнюю очередь связано с планами российского правительства «нейтрализовать» (или аннексировать) полуостров (наряду с Константинополем) в ходе Первой мировой войны (Германия от имени Порты перекрыла Дарданеллы 27 сентября 1914 года, что сделало невозможным морское сообщение с Россией).
В 1914—1915 годах 90 иноков Пантелеимонова монастыря были мобилизованы в армию, что породило подозрения среди греков, что русское правительство засылает на Афон под видом монахов солдат и шпионов. Официальный орган российского Святейшего синода «Церковные ведомости» в январе 1917 года писал: «Телеграф сообщил о занятии Афона русско-французским отрядом. Оккупация эта вызвана образом действий некоторых греческих монастырей, снабжавших немецкие подводные лодки всем необходимым. 4 года и два месяца владели греки Афоном, и этот период оставил мрачные воспоминания среди русских насельников Святой Горы. Власть Эллады оказалась тяжелее власти Турции. <…> Была попытка со стороны элладского правительства уничтожить русскую почту, но попытка эта, равно как и попытка обложения русских монастырей податями, была предотвращена нашей дипломатией. Однако, провести телефон на лежащую близ Пантелеймоновского монастыря пристань Дафну греки так и не позволили русским. Особенно усилились притеснения русских монахов после того, как греки стали действовать заодно с болгарами. <…> С началом великой войны недавние враги объединились в деле притеснения русских».
После окончания Гражданской войны в России приезд русских был практически запрещён как для лиц из СССР, так и из русской эмиграции вплоть до 1955 года. Замечательными исключением в данный период были Софроний (Сахаров) и Василий Кривошеин (впоследствии архиепископ Московского патриархата Василий). Последний проживал на Афоне с декабря 1925 года до сентября 1947 года, когда он был выдворен со Святой Горы гражданскими властями. Овладев греческим языком, Кривошеин сумел получить доступ к древним греческим манускриптам для их исследования.
В 1931 году Архиерейский синод Русской православной церкви заграницей (РПЦЗ) создал Комитет помощи русским афонским инокам, в котором активно работал епископ Серафим (Соболев).
От 5300 русских насельников из общего числа 12 000 в 1913 году к декабрю 1965 года осталось 62 русских монаха (все весьма преклонного возраста) из общего числа 1491. В Андреевском скиту последний русский насельник (старец Сампсон) умер в 1972 году, после этого скит отошёл к Ватопедскому монастырю; в 1992 году там появились первые греческие монахи.
В 1960-х годах Московской патриархии благодаря усилиям председателя ОВЦС митрополита Никодима, который, ещё будучи архимандритом, неофициально посетил Афон в феврале 1959 года, удалось добиться ограниченной отправки русских монахов в Пантелеимонов монастырь: в 1966 году прибыли четверо человек из Псково-Печерского монастыря, в 1969 году — двое из Троице-Сергиевой лавры.

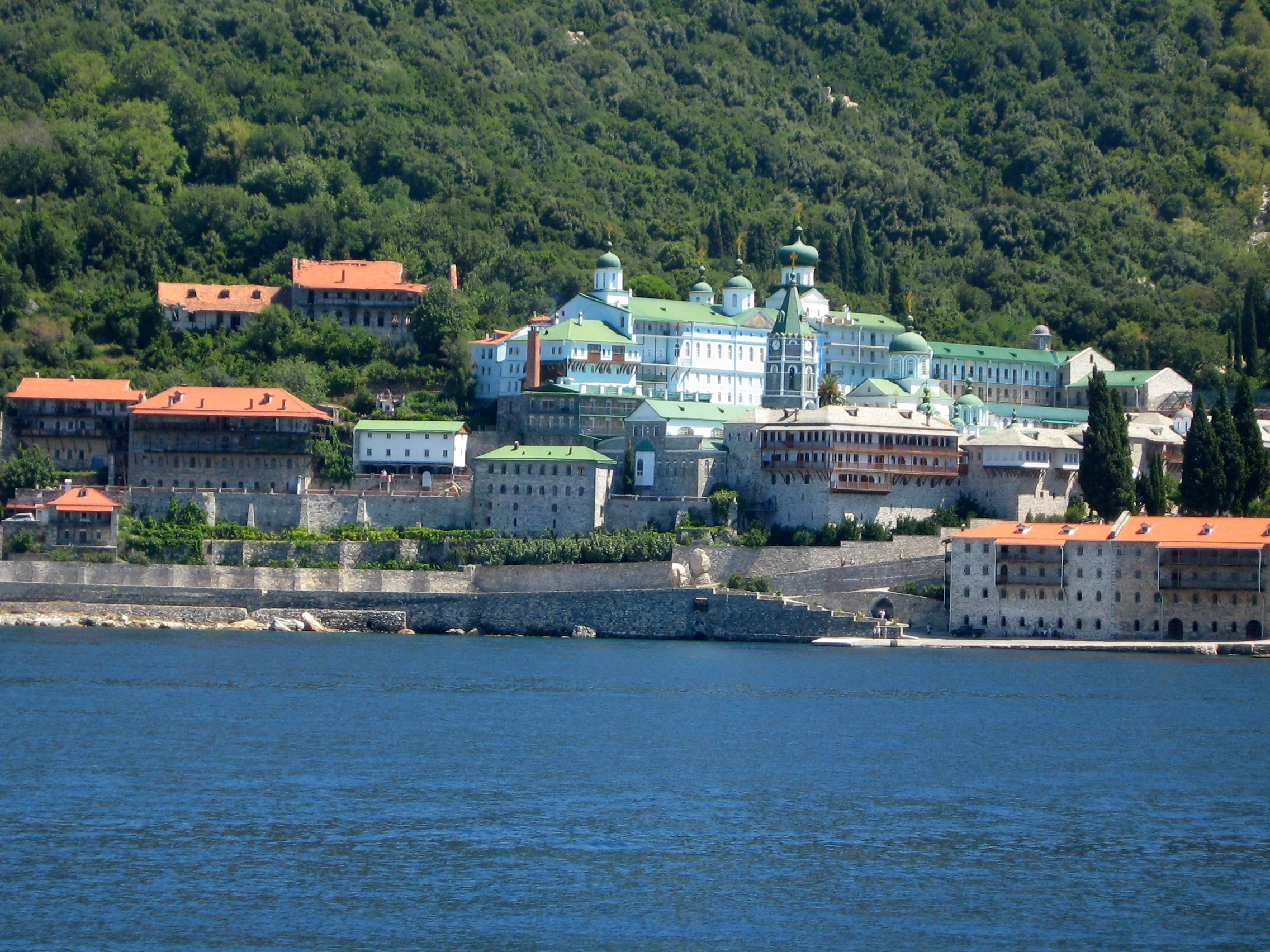
Афон. Русский монастырь Св.Пантелеймона (Россикон) на рубеже XX—XXI веков.

В ноябре 1959 года Афон посетила группа участников церковных торжеств в Салониках в связи с 600-летием со дня преставления Григория Паламы (14 ноября) в составе: епископ Волоколамский Василий (Кривошеин), ректор МДА протоиерей Константин Ружицкий и профессор ЛДА Николай Успенский. Первая официальная делегация Московского патриархата в составе архиепископа Никодима, архимандрита Питирима (Нечаева) и референта ОВЦС В. С. Алексеева прибыла на Афон в конце июня 1962 года. Игумен Пантелеимонова монастыря Илиан (Сорокин) в письме от 19 сентября 1962 года архиепископу Василию (Кривошеину), через которого архиепископ Никодим поддерживал сношения и получал информацию от русской братии на Афоне, писал: «После посещения Высокопреосвященнейшего владыки Никодима греки, то есть греческое правительство, очень озлобились на нас. Все письма наши читают. Отец Давид [Цубер; эконом] совсем испугался, сидит и молчит, боится, что его могут арестовать».
С начала 1970-х годов святогорское монашество стало возрождаться, а русское присутствие на Афоне начало медленно восстанавливаться.
Ситуация осложнялась тем, что значительная часть отправляемых на Афон кандидатов возвращалась в СССР из-за нездоровья и неспособности переносить тяготы жизни в Пантелеимоновом монастыре.
В 1972 году Святую Гору посетил патриарх Пимен, что было первым в истории посещением Афона патриархом Московским.

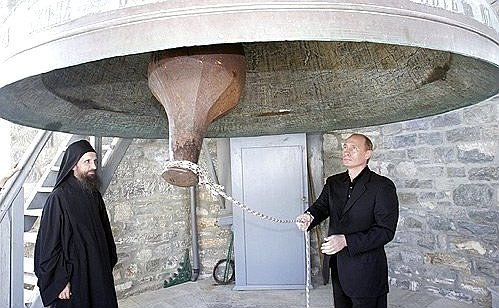
Визит российского президента Владимира Путина на священную гору Афон. 9 сентября 2005 года

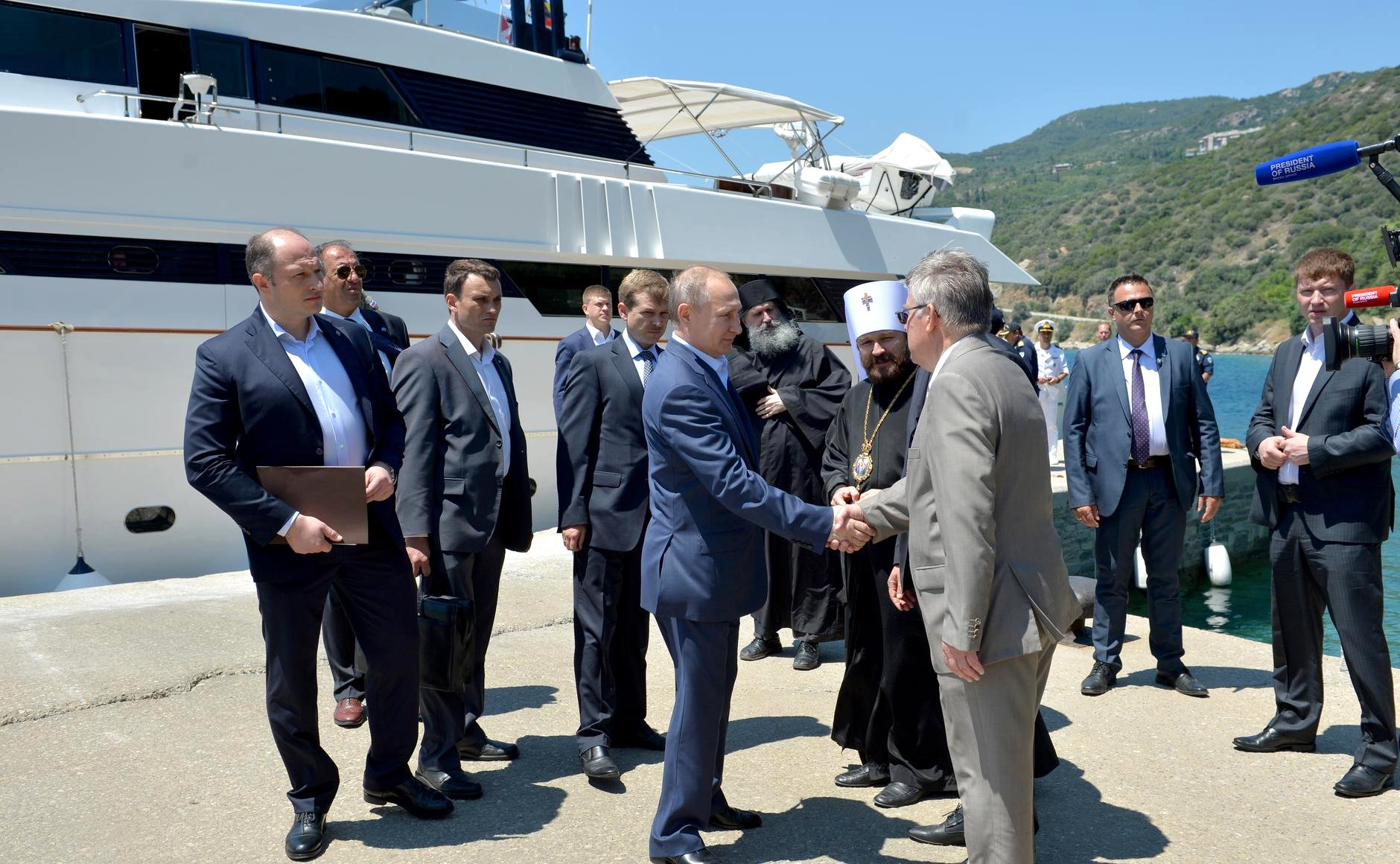
Визит российского президента Владимира Путина на священную гору Афон. 28 мая 2016 года

### XXI век
9 сентября 2005 года Афон посетил  президент России Владимир Путин . Вторично Путин посетил Афон 28 мая 2016 года, во время  двухдневного визита в Грецию. Его сопровождал патриарх Московский и всея Руси Кирилл для празднования тысячелетия присутствия русских монахов на Святой горе.
В сентябре 2005 года группа высокопоставленных лиц, включая патриарха Алексия II, учредили региональную общественную организацию «Русское афонское общество», членами которого состоят многие сотрудники городской администрации Санкт-Петербурга, назначенные губернатором города Георгием Полтавченко.

## В кино
- Фильм «Путешествие в Рай» (англ. Passages Through Paradise) (2000) — реж. Яннис Ламброу

## Фотогалерея

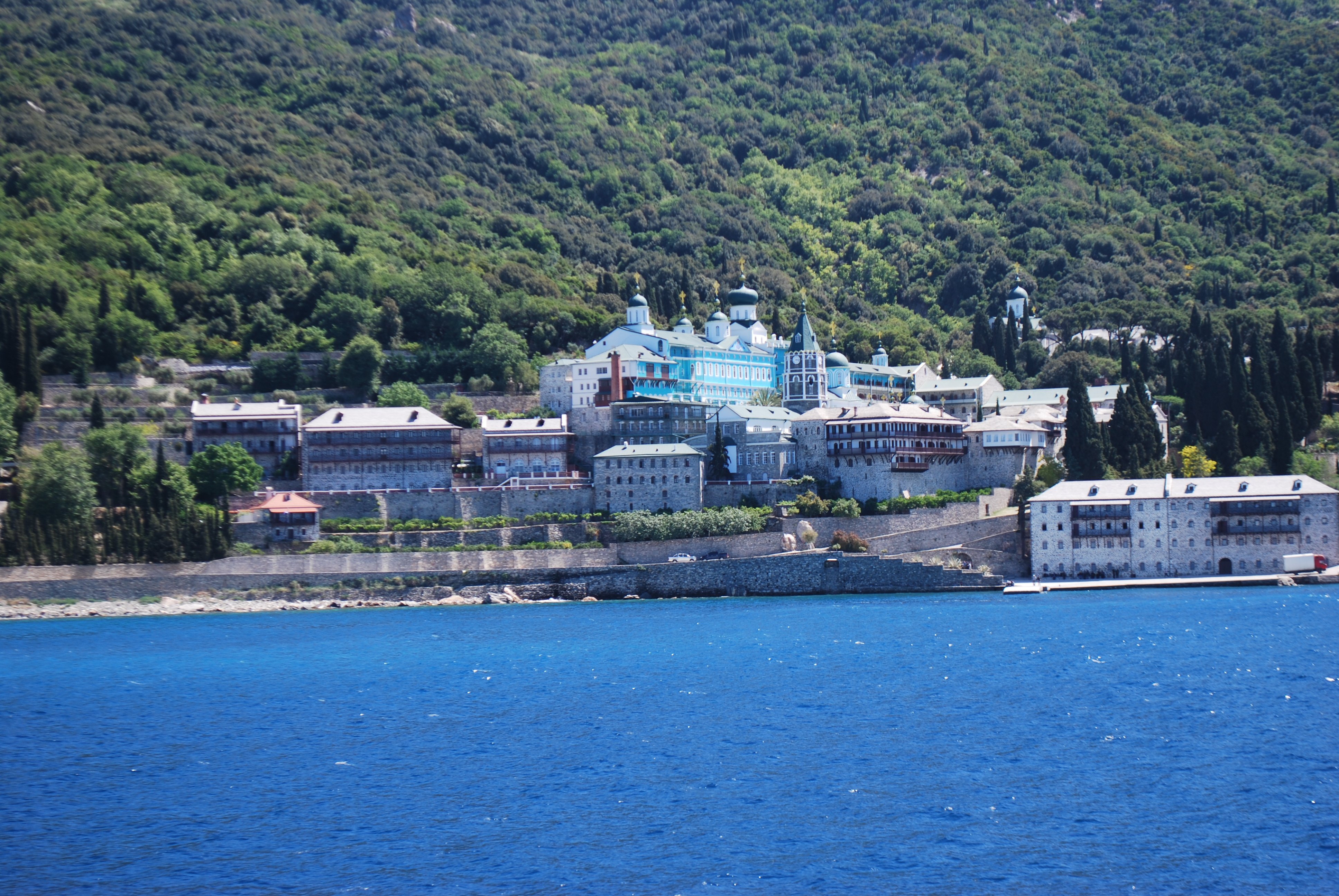
Русский монастырь Святого Пантелеимона (Россикон), 2016
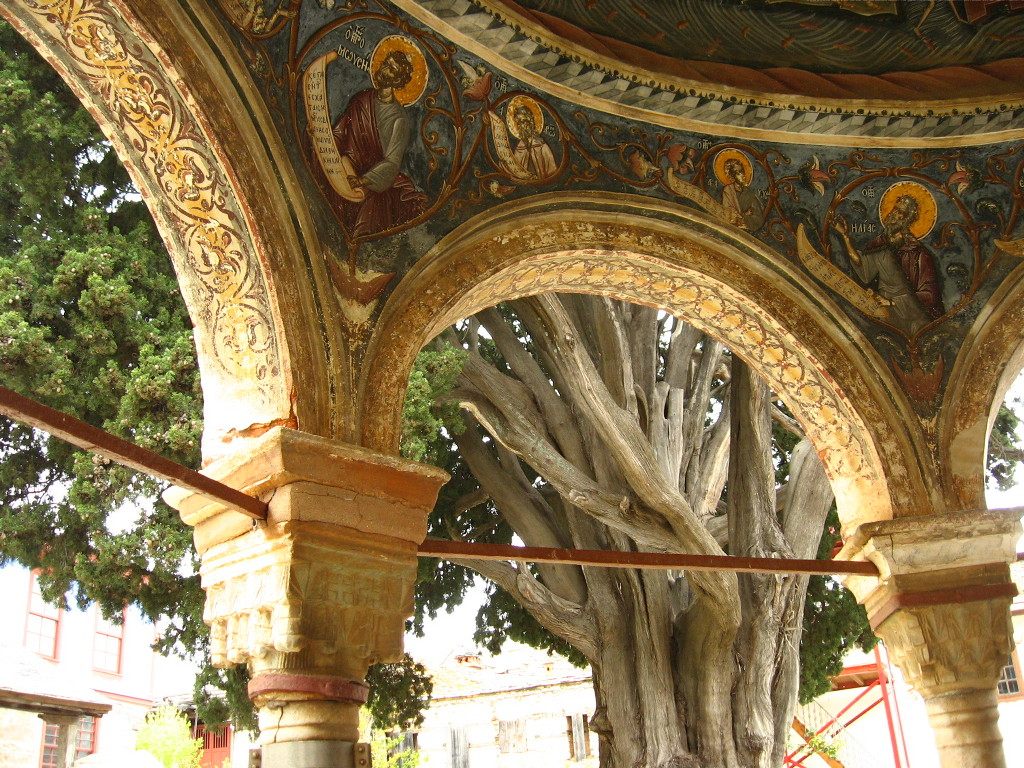
Фрески купола крещальни, Великая Лавра
Монастырь Хиландар
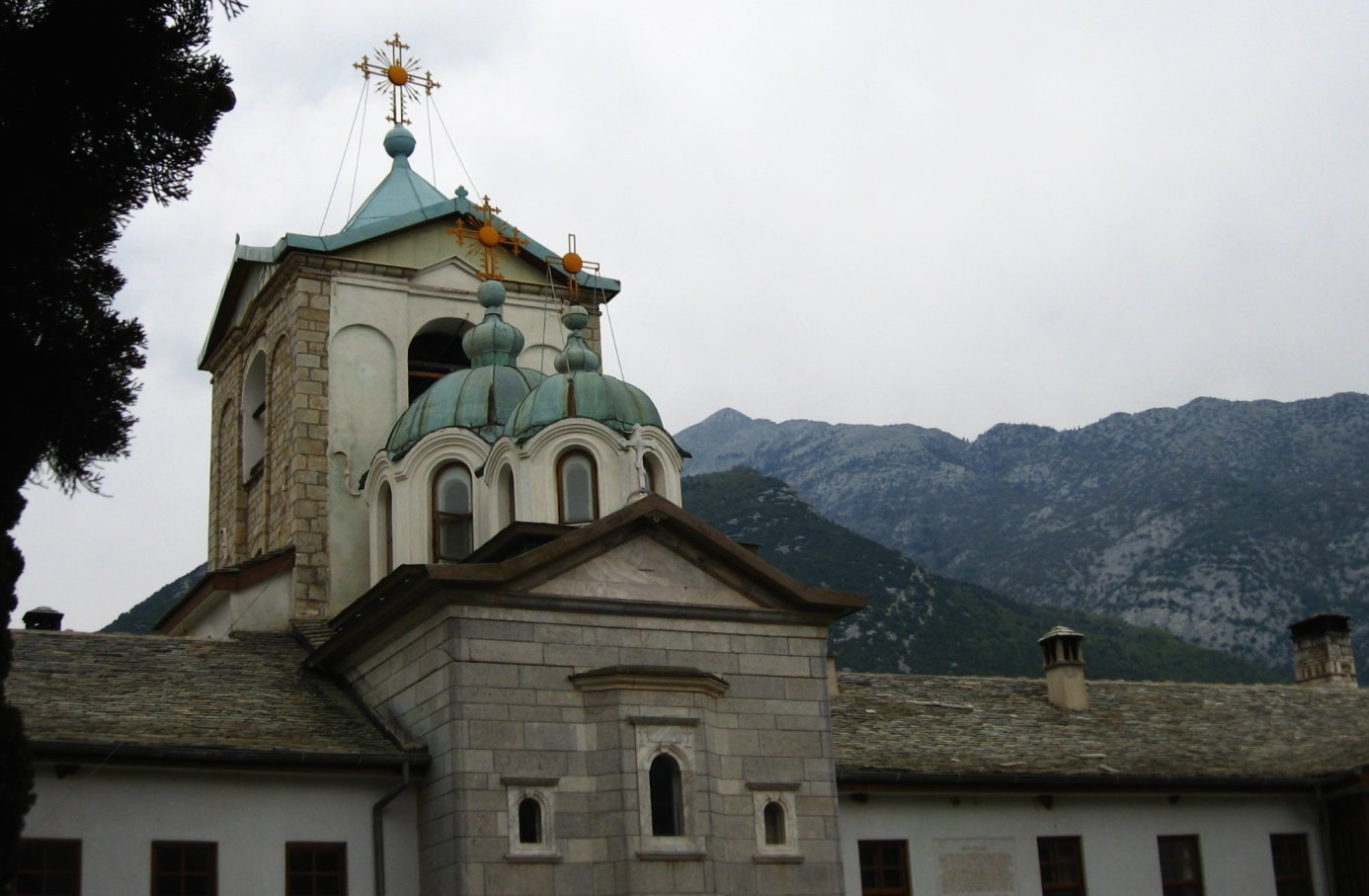
Вид на гору Афон из румынского скита Продромос
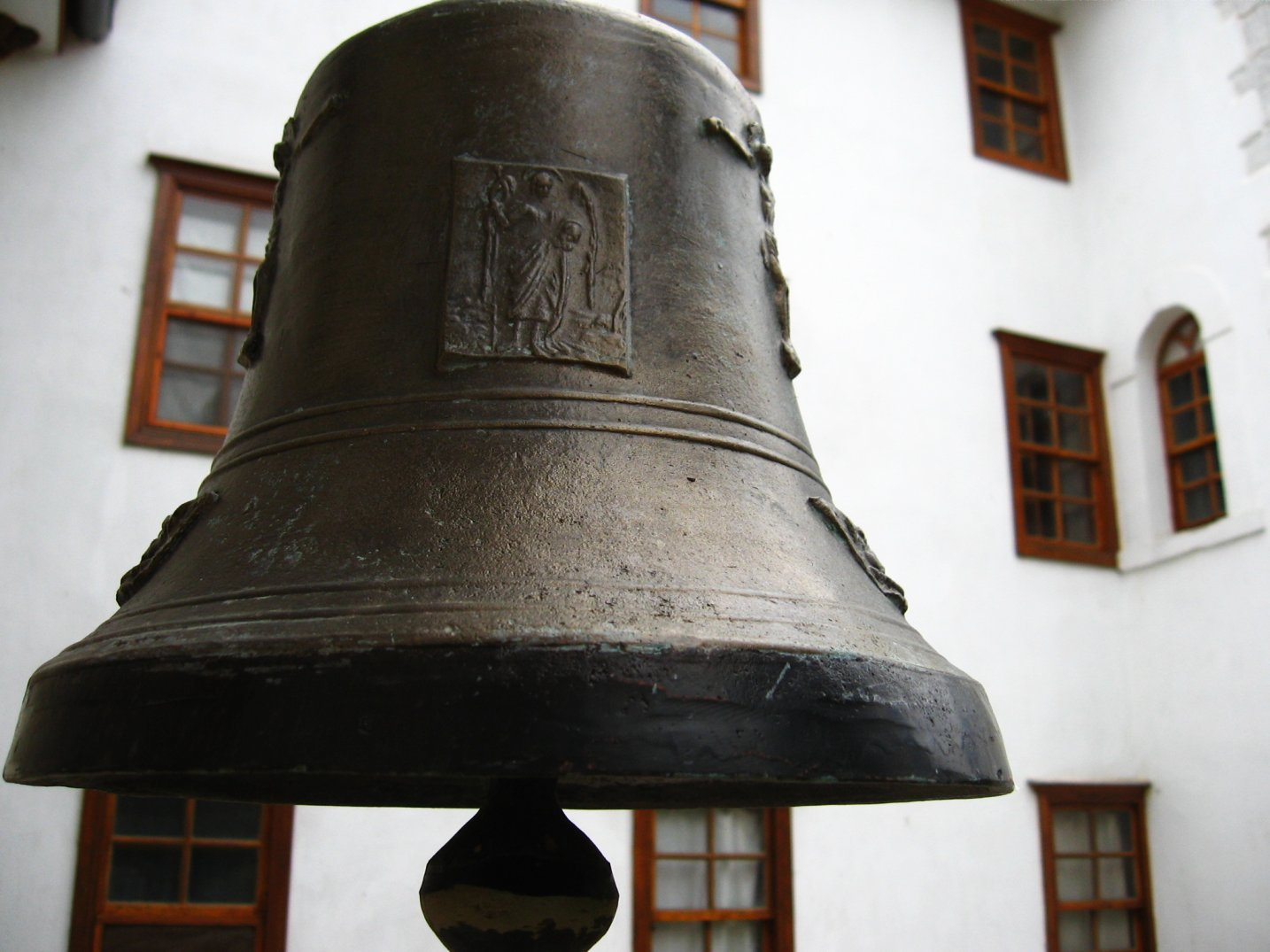
Румынский скит Продром
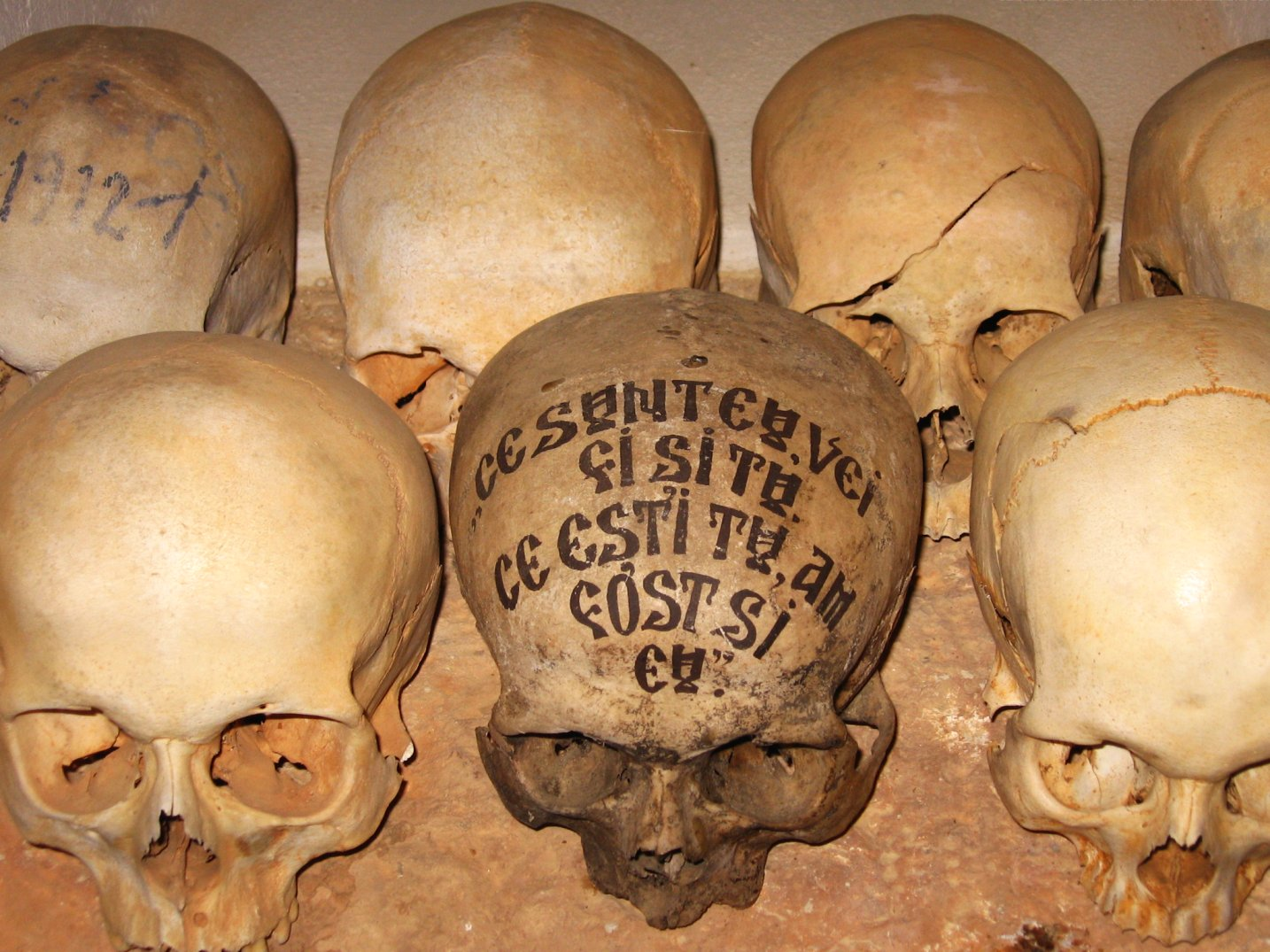
Оссуарий румынского скита Продромос
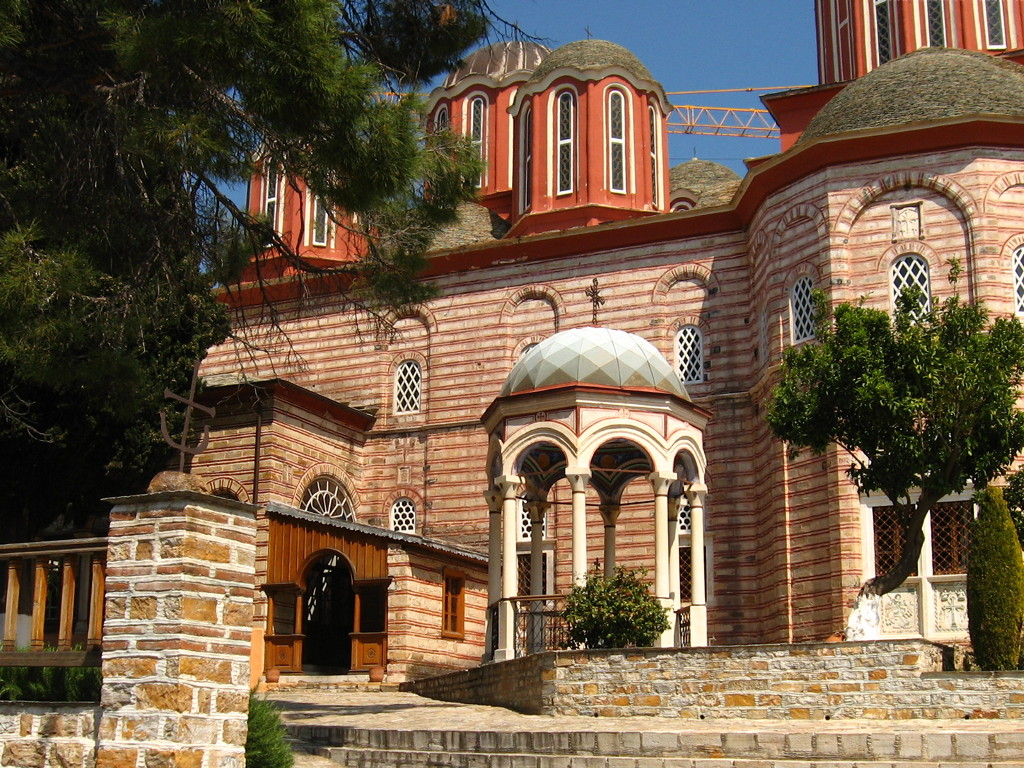
Монастырь  Ксенофонт
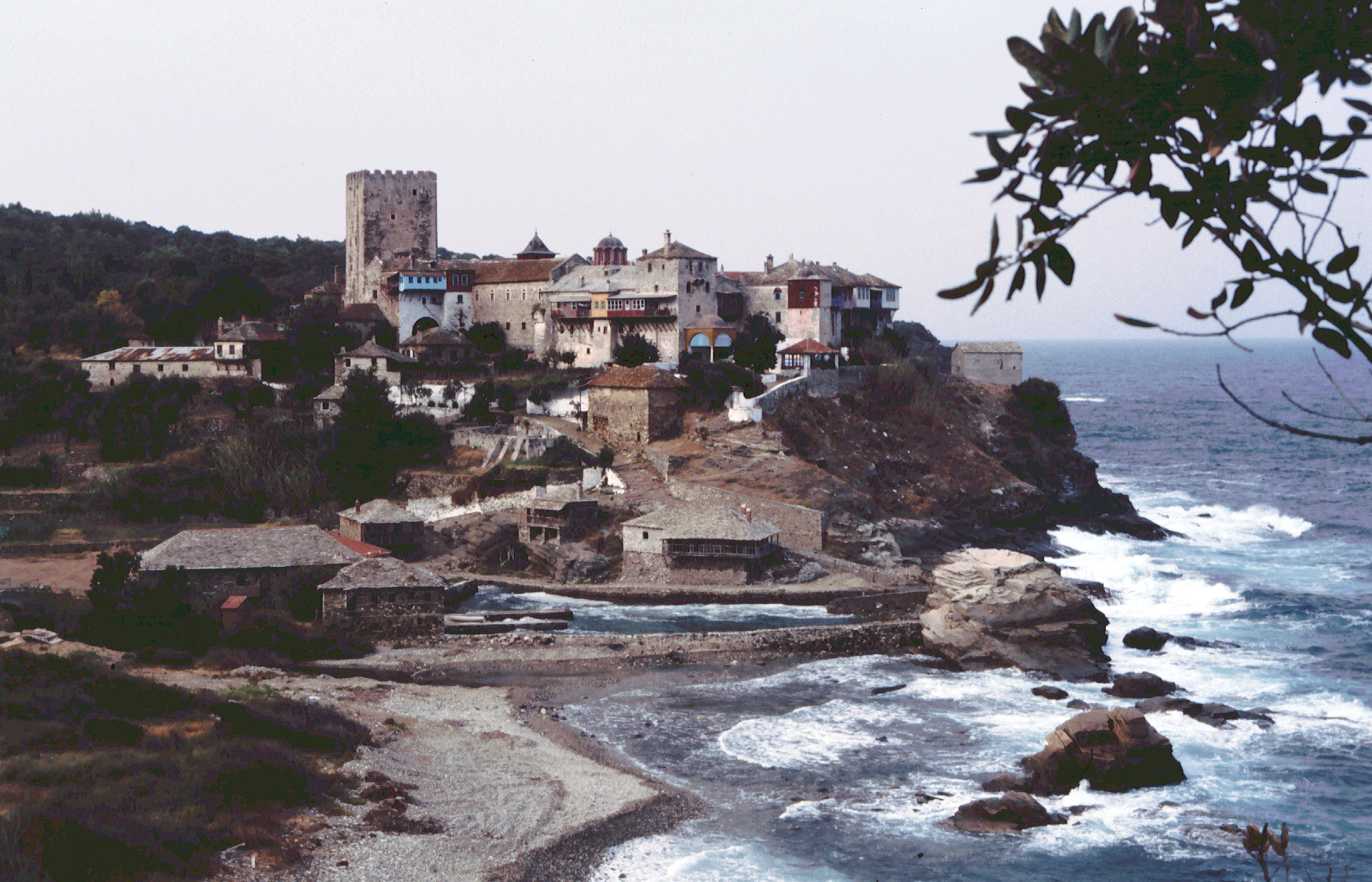
Монастырь Пантократор
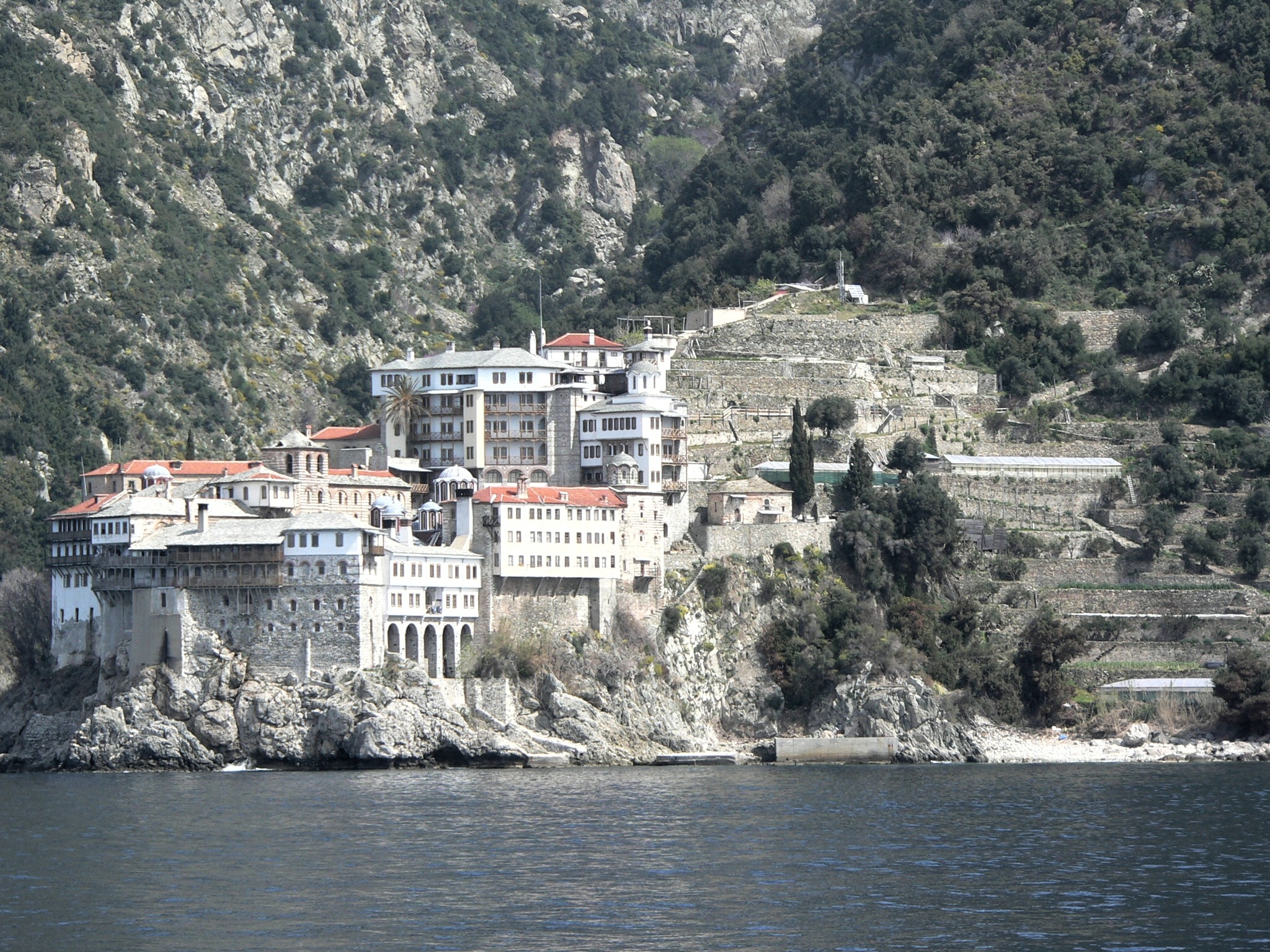
Монастырь Григориат
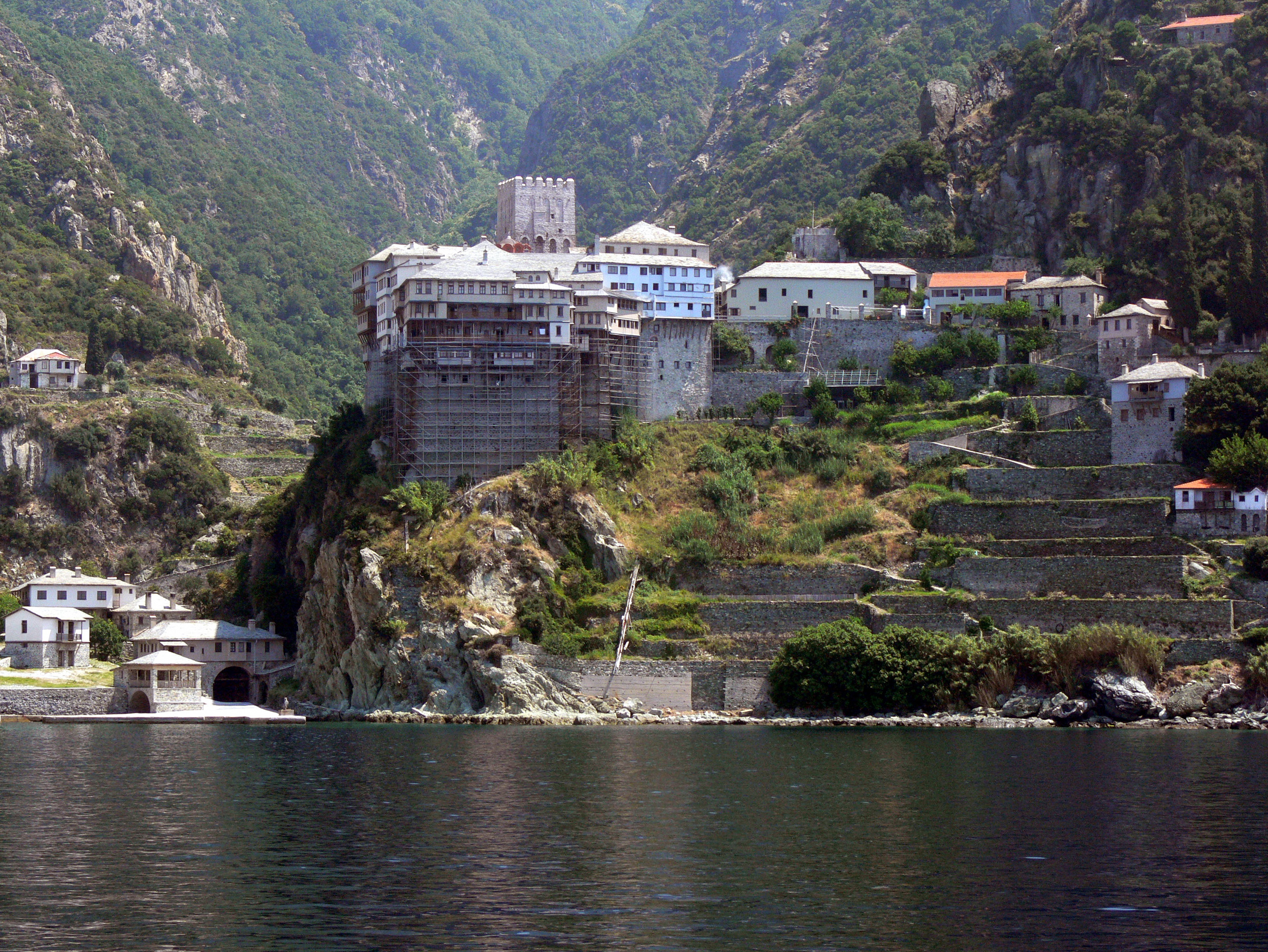
Монастырь Дионисиат